# Сергеева, Татьяна Дмитриевна
Татьяна Дмитриевна Сергеева (род. 28 мая 1992 года, Пермь, Россия) — российская спортсменка, заслуженный мастер спорта, двукратная чемпионка мира и абсолютная чемпионка Европы по художественной гимнастике.

## Биография
Татьяна Сергеева родилась 28 мая 1992 года в Перми. Летом 1992 года вся её семья переехала в Рязань. В 1996 году начала заниматься художественной гимнастикой в рязанском Дворце детского творчества.
В 1998 году перешла в «Локомотив» к заслуженному тренеру России Ольге Алексеевне Лисициной. Успешно выступала на всероссийских соревнованиях, завоевывая первые места на первенствах физкультурно-спортивного общества «Юность России» и первенствах ЦФО.
Осенью 2001 года заняла 4-е место на всероссийских соревнованиях «Юные гимнастки». В декабре 2001 года выступала на первом турнире Амины Зариповой, на котором стала второй. На этих соревнованиях присутствовала Ирина Винер-Усманова, которая отметила показательное выступление Сергеевой и пригласила выступать с ним на мартовском Гран-при по художественной гимнастике в Москве.
В сентябре 2002 года переехала в Москву и начала тренироваться в центре олимпийской подготовки по художественной гимнастике. В 2006 году её тренерами стали Елена Юрьевна Нефедова и Наталья Валентиновна Кукушкина.
На Первенстве России — 2007 в Дмитрове заняла 12 место, попав в финал многоборья и финалы отдельных видов в упражнении с обручем. После Первенства России начала давать зачет двум регионам — Москве и Центральному федеральному округу.
На Чемпионате России — 2007 в Чехове, будучи самой младшей участницей соревнований, попала в 30 лучших и выступала в финале многоборья. Летом 2007 года принимала участие в III летней Спартакиаде учащихся России, став бронзовым призёров Спартакиады в составе команды ЦФО. На Чемпионате России — 2008 в Санкт-Петербурге попала в 15 лучших и выступала финале многоборья.
В конце 2008 года начала тренироваться в УТЦ «Новогорск». В начале 2009 года Сергееву пригласили на сбор группового упражнения, и она перешла в групповое.
В апреле 2010 года стала абсолютной чемпионкой Европы по художественной гимнастике в составе сборной команды России по групповым упражнениям. Соревнования проходили в г. Бремен, Германия.
В сентябре 2010 года Татьяна и её напарницы по команде — Дарья Щербакова, Ульяна Донскова, Наталья Пичужкина, Екатерина Малыгина и Анастасия Назаренко — стали двукратными чемпионками мира в отдельных видах многоборья и бронзовыми призёрами финала многоборья. XXX чемпионат мира по художественной гимнастике проходил в г. Москва, Россия.
Осенью 2010 года получила звание заслуженного мастера спорта России. В конце 2010 года приняла решение завершить спортивную карьеру.
В 2019 году закончила факультет журналистики МГУ имени М. В. Ломоносова.